# BMW 003
BMW 003 (RLM oznaka BMW 109-003) je bil nemški enogredni turboreaktivni motor z aksialnim tokom, ki so ga razvili v Nemčiji med 2. svetovno vojno. BMW 003 je bil poleg Junkers Jumo 004 edini nemški reaktivni motor, ki je dosegel serijsko proizvodnjo. 
BMW 003 se je uporablja za pogon lovca Heinkel He 162 in bombnika Arado Ar 234. Motor so nameravali izvoziti tudi na Japonsko, vendar niso dostavili dokončanih motorjev. Japonci so iz diagramov razvili svoj reaktivni motor Ishikawajima Ne-20.
Na podlagi 003 so v programu GT 101 razvijali tudi turbogredno verzijo, ki bi se uporabljala za pogon tankov.

## Uporaba na letalih
- Arado Ar 234
- Heinkel He 162
- Messerschmitt Me 262 (A-1b testna verzija)

## Specifikacije (BMW 003A-2)
- Tip: enogredni turboreaktivni motor z aksialnim tokom
- Dolžina: 3632.2 mm (143 in)
- Premer: 690,9 mm (27,2 in)
- Teža: 623,7 kg (1375 lb)

- Kompresor: 7-stopenjski aksialni
- Zgorevalna komora: obročasta
- Turbina: enostopenjska aksialna
- Gorivo: J-2 dizel ali bencin
- Oljni sistem: tlak: 586 kPa (85 psi), 4 sesalne črpalke in hladilni sistem

- Tlačno razmerje: 3,1:1
- Pretok zraka: 19,28 kg/sec pri 9500 obratih/min
- Temperatura ob vstopu v turbino: 770 °C (1418 °F)
- Specifična poraba goriva: 142,694 kg/kN/hr (1,4 lb/lbf/hr)
- Razmerje potisk/teža: 0,0125 kN/kg (1,282 lbf/lb)
- Potisk:
- Največji potisk: 7,83 kN (1,760 lbf) pri 9500 obratih/min na nivoju morja (vzlet)
- Normalni, statični: 6,89 kN (1,550 lbf) / pri 9000 obratih/min/ nivo morja
- Normalni, let: 2,85 kN (640 lbf) / pri 11500 obratih/min/ na višini 11000 m (36,089 ft) / 900 km/h (559 mph; 486 vozlov)
- Vojaški: 6,23 kN (1400 lbf) / pri 9,500 obratih/min/ na višini 2500 m (8202 ft) / 900 km/h (559 mph; 486 vozlov)